# Martin Radlmayr
Martin Radlmayr ist ein ehemaliger deutscher Fußballspieler, der für den FC Bayern München aktiv war.

## Karriere
Radlmayr gehörte dem FC Bayern München von 1951 bis 1954 als Abwehrspieler an. In den ersten beiden Spielzeiten bestritt er zunächst zwei Freundschaftsspiele, bevor er am 12. September 1953 (5. Spieltag) im Heimspiel gegen die SpVgg Fürth bei der 2:6-Niederlage in der Oberliga Süd, der seinerzeit höchsten deutschen Spielklasse, sein einziges Punktspiel bestritt. In der Saison 1953/54 wurde er zudem in zwei weiteren Freundschaftsspielen eingesetzt.